# ماریا کاچینسکا
ماریا هلنا کاچینسکا (بهلهستانی: Maria Helena Kaczyńska تلفظ لهستانی: [ˈmarʲa kaˈt͡ʂɨɲska]، نام اصلی نی ماتسکیویچ née Mackiewicz [ma't͡skʲɛvʲit͡ʂ Mackiewicz.ogg]؛ ۲۱ اوت ۱۹۴۲ [a] - ۱۰ آوریل ۲۰۱۰) همسر رئیس‌جمهور لهستان لخ کاچینسکی Lech Kaczyński بود که از سال ۲۰۰۵ تا ۲۰۱۰ بانوی اول این کشور شد.

## درگذشت
ماریا کاچینسکا همراه همسرش آقای کاچینسکی و ده‌ها تن از مقام‌های سیاسی و نظامی لهستان در ۱۰ آوریل ۲۰۱۰ - (۲۱ فروردین ۱۳۸۹) در سقوط هواپیمای توپولف ۱۵۴ در نزدیکی شهر اسمولنسک در روسیه کشته شدند. پارلمان لهستان با برگزاری یک نشست ویژه و هزاران تن از مردم لهستان در ورشو در مسیر ده کیلومتری تشییع جنازه به پیکر او ادای احترام کردند.